# Родионов, Николай Ильич
Никола́й Ильи́ч Родио́нов (15 (28) декабря 1906 год, Санкт-Петербург — 28 мая 2000, Могилёв) — советский театральный актёр, народный артист РСФСР (1957), заслуженный артист Карело-Финской ССР (1944).

## Биография
Николай Ильич Родионов родился 15 (28) декабря 1906 года в Санкт-Петербурге. Театральную деятельность начал в 1927 году в Ленинградском театре Пролеткульта (с 1932 года Театр имени ЛОСПС (Ленинградского областного Совета профессиональных союзов) под руководством П. П. Гайдебурова).
В 1941—1945 годах играл в Кондопожском совхозно-колхозном театре. С 1945 года выступал в Петрозаводском театре русской драмы.
В 1957—1976 годах был ведущим актёром Могилёвского драматического театра. Несколько лет руководил молодёжным народным театром в Белыничах.
Умер 28 мая 2000 года в Могилёве.

### Семья
- Жена — актриса Н. Г. Федяева (1912—1990), заслуженная артистка Карело-Финской ССР (1947), заслуженная артистка Белорусской ССР (1967).

## Награды и премии
- Заслуженный артист Карело-Финской ССР (1944).
- Заслуженный артист РСФСР.
- Народный артист РСФСР (1957).
- Орден «Знак Почёта» (29 октября 1951)[2].

## Работы в театре
- «Парень из нашего города» — Луконин
- «Давным-давно» А. К. Гладкова — поручик Ржевский
- «Русский вопрос» — Мерфи
- «Русские люди» — Глоба
- «Испанцы» Лермонтова — Соррини
- «Не было ни гроша, да вдруг алтын» А. Н. Островского — Крутицкий
- «Дети солнца» М. Горького — Чепурной
- «Гамлет» У. Шекспира — Полоний
- «Отелло» У. Шекспира — Яго
- «Кремлёвские куранты» — Забелин
- «Дядя Ваня» А. П. Чехова — Астров
- «Всё остаётся людям» С. И. Алёшина — Дронов
- «Двенадцатая ночь» У. Шекспира — сэр Тоби
- 1964 — «Это было в Могилёве» Е. Тарасова — тюремный слесарь Тихон
- «Замок Броуды» по А. Кронину — Джеймс Броуда
- «Коварство и любовь» Ф. Шиллера — Президент
- «Укрощение строптивой» У. Шекспира — Грумио
- «Нора» Г. Ибсена — Хельмер
- «Егор Булычов и другие» М. Горького — Егор Булычов
- «Разлом» Б. Лавренёва — Берсенев
- «Главная ставка» К. Губаревича — Семен Кныш и Бонч-Бруевич
- «Всего одна жизнь» А. Мовзона — Иванов
- «Последняя инстанция» Н. Матуковского — Малахов